# Litoral (Camarões)
Litoral (em francês:  Littoral; em inglês:  Littoral) é uma região dos Camarões, cuja capital é a cidade de Douala. Sua população em 2005 era 2 510 263 habitantes.	

## Departamentos
Lista dos departamentos da província com suas respectivas capitais entre parênteses:
- Moungo (Nkongsamba)
- Nkam (Yabassi)
- Sanaga-Maritime (Edéa)
- Vuri (Duala)

Principais cidades da província além das capitais acima: Loum, Manjo, Mbanga, Melong e Muyuka.

## Demografia
| 1976    | 1987      | 2005      |
| 935 166 | 1 352 833 | 2 510 263 |